# Icterus mesomelas
El turpial coliamarillo (Icterus mesomelas) es una especie de ave paseriforme de la familia Icteridae propia de América Central y el noroeste de Sudamérica.

## Distribución
Se reproduce desde el sur de México hasta el oeste de Perú y noroeste de Venezuela, en Perú, vive en un corredor del río en un valle.

## Descripción
El turpial de cola amarilla es de 22 a 23 cm de largo y pesa 70 g. Es principalmente de color amarillo con un negro en el lomo negro, la parte inferior de la cara y pecho superior. Las alas son de color negro con una charretera de color amarillo y la cola es de color negro con bordes amarillos. Es el único con oropéndola amarilla prominente en la cola, de ahí el nombre de la especie. Ambos sexos son similares, pero las aves jóvenes tienen la espalda y la cola de color verde oliva en vez de negro.